# حي العدامة (الدمام)
حي العدامة او فریج العدامة هو أحد الأحياء القديمة في مدينة الدمام في المملكة العربية السعودية ، ومعنى العدامة هو الرمل الكثير. كانت العدامة سابقاً مركز أعيان وتجّار وأدباء مدينة الدمام اما الآن أصبحت تعج بالعمالة الأسيوية والدكاكين المتهالكة والشوارع الغاصة بأكوام القمامة.
عنون الروائي والأديب السعودي الدكتور تركي الحمد إحدى رواياته من سلسلة «أطياف الأزقة المهجورة» باسم هذا الحي «رواية العدامة» وهو الحي الذي كان يقطنه وتربى وترعرع فيه.
كما تغنى الفنان بشير حمد شنان بالعدامة وشوارعها في بعض الاغاني الشعبية مثل امشي انا في العدامه على يوتيوب وكذلك اغنيته شارع الخزان على يوتيوب